# فيليب كايغان
فيليب كايغان (بالإنجليزية: Phillip D. Cagan)‏ عالم اقتصاد أمريكي (30 أبريل 1927 - 15 يونيو 2012). أستاذ سابق بجامعة كولومبيا ينتمي إلى المدرسة النقدية.